# Luna (ワークステーション)
LUNA（ルナ）は、オムロンが発売していたワークステーション。
LUNAという名は、Sunに対抗するものとして名づけられたという説がある。
1988年に、当時の立石電機はLUNAを「ホロニックワークステーション」と称して登場させた。1988年時点のシリーズにはΣプロジェクトに準拠した製品ラインは存在しなかった。
1989年末頃のシリーズにはΣプロジェクトに準拠した製品ラインもあった。LUNA-GWのデスクトップ型、LUNA-II、LUNA-88Kには拡張スロットに日本電気のPC-9800シリーズ互換のスロットがあった。
初期は好調な出荷を誇ったが、Σプロジェクトと共に売り上げが先細りとなったため、1990年中頃にはいわゆるUnixワークステーションの方向に回帰していった。ソニーのワークステーションNEWSシリーズがライバルにあたる。

## ラインナップ
LUNACPUにモトローラMC68030、OSにUnix系の自社製UniOS-UまたはUniOS-Bを採用。1988年頃にはUniOS-Dも選択可能であった。
LUNA-ΣOSにUniOS-Σを採用したΣワークステーション。日本語Wnn、X11などがサポートされていた。CPUはMC68030(20MHz)、FPUはMC68881、ユーザ・メモリは4M～16Mバイト、HDDは70M～120Mバイト。1989年に登場。
LUNA-GW専用グラフィックスチップを用い大容量のグラフィックスメモリを用いたグラフィックスワークステーション。CPUはMC68030。OSは、デスクトップ型はUniOS-UまたはUniOS-Bを採用、デスクサイドに置くタワー型はUniOS-Uのみ採用。1989年に登場。
LUNA-FS大容量のハードディスクを内蔵し、128KBのキャッシュメモリを用いたファイルサーバワークステーション。CPUはMC68030。OSはUniOS-Uを採用。1989年に登場。
LUNA-IICPUにモトローラMC68040を使用。MachをインプリメントしたUniOS-Machも選択できるようになった。
LUNA-88K/88K2CPUにモトローラ88000を最大4個使用、100MIPS以上を謳った。OSをマルチプロセッサに対応するためにMachに変更、名称をLUNA-Machとした。UniOSシリーズとはソースコード互換。LUNA-88Kは1990年頃に登場。

## オペレーティングシステム
UniOS-BUNIX4.3BSDを移植したもの。LUNAとLUNA-GWのデスクトップ型で稼動。
UniOS-UUNIX AT&T System V R2.1をベースに4.2BSDの機能等を付加し、移植したもの。LUNA、LUNA-GW、LUNA-FS、LUNA-IIで稼動。
UniOS-D初期のLUNAで選択可能であったもの。UNIX4.3BSDとUNIX AT&T System V R3.0が同時に動くデュアルOS。
UniOS-ΣΣOS-V0R1準拠したもの。LUNA-Σで稼動。
UniOS-MachMachをベースに移植したもの。LUNA-II、LUNA-88Kで稼動。
この他にOpenBSDが移植されている。